# Midnight Train to Georgia
"Midnight Train to Georgia" is een nummer van de Amerikaanse band Gladys Knight & the Pips. Het nummer verscheen op hun album Imagination uit 1973. Dat jaar werd het nummer uitgebracht als de tweede single van het album.

## Achtergrond
"Midnight Train to Georgia" was oorspronkelijk geschreven door Jim Weatherly onder de titel "Midnight Plane to Houston", dat hij zelf opnam. Hij vertelde hierover: "Het was gebaseerd op een gesprek dat ik met iemand had over het nemen van een nachtelijk vliegtuig naar Houston. Ik schreef het als een soort countrynummer. Toen stuurden we het nummer naar een man genaamd Sonny Limbo in Atlanta en hij wilde het opnemen met Cissy Houston. Hij vroeg of ik het erg vond als we de titel veranderden naar "Midnight Train to Georgia". En ik zei, 'Het maakt mij niet uit. Maar verander de rest van het nummer niet.'" In een ander interview vertelde Weatherly dat hij het gesprek via de telefoon voerde met Farrah Fawcett en dat hij haar en zijn vriend Lee Majors, die onlangs een relatie kregen, als karakters voor in het nummer. Weatherly wilde Majors bellen, maar in plaats daarvan nam Fawcett op en hij vroeg haar wat hij aan het doen was. Zij vertelde dat zij het "nachtelijke vliegtuig naar Houston" nam om haar familie te bezoeken. Hij vond het een goede regel voor een nummer, en terwijl hij het schreef, vroeg hij zich af waarom iemand Los Angeles 's nachts wilde verlaten, waardoor hij op het idee kwam van een "superster die niet ver kwam".
Cissy Houston nam het nummer onder de titel "Midnite Train to Georgia" (wel gespeld als "Midnight" op de single) en bracht het uit in 1973. Haar versie verscheen op haar compilatiealbum Midnight Train to Georgia: The Janus Years uit 1995 en later op de heruitgave van haar debuutalbum Presenting Cissy Houston uit 2012.
De uitgever van Weatherly gaf "Midnight Train to Georgia" aan Gladys Knight & the Pips, die het opnamen voor hun album Imagination. Het werd de eerste nummer 1-hit van de groep in de Verenigde Staten in het najaar van 1973, waar het twee weken verbleef. Ook in de r&b-lijsten kwam het op de eerste plek, wat voor de groep de vijfde keer was. Daarnaast werd een top 10-hit in Canada en het Verenigd Koninkrijk. In Nederland kwam het niet verder dan de 27e plaats in zowel de Top 40 als de Daverende Dertig. De band ontving in 1974 een Grammy Award voor het nummer in de categorie Best R&B Vocal Performance By a Duo, Group or Chorus. In 1999 werd het opgenomen in de Grammy Hall of Fame en in 2004 zette het tijdschrift Rolling Stone het op de 432e plaats in hun lijst The 500 Greatest Songs of All Time; in de editie van 2010 zakte het naar plaats 439.
"Midnight Train to Georgia" is gebruikt in de films The Deer Hunter (1978), He Was a Quiet Man (2007) en The Equalizer (2014), en in de televisieseries 30 Rock (inclusief een cameo van Knight zelf), Will & Grace, American Idol, Las Vegas (waarin Knight het zelf zingt), House, Modern Family en Scandal. Daarnaast is het gecoverd door Aretha Franklin, Garth Brooks, Neil Diamond, Joan Osborne en Indigo Girls.

## Hitnoteringen

### Nederlandse Top 40
| Hitnotering: 08-12-1973 t/m 29-12-1973 | Hitnotering: 08-12-1973 t/m 29-12-1973 | Hitnotering: 08-12-1973 t/m 29-12-1973 | Hitnotering: 08-12-1973 t/m 29-12-1973 | Hitnotering: 08-12-1973 t/m 29-12-1973 | Hitnotering: 08-12-1973 t/m 29-12-1973 |
| Week                                   | 1                                      | 2                                      | 3                                      | 4                                      |                                        |
| -------------------------------------- | -------------------------------------- | -------------------------------------- | -------------------------------------- | -------------------------------------- | -------------------------------------- |
| Positie                                | 37                                     | 28                                     | 27                                     | 32                                     | uit                                    |

### Daverende Dertig
| Hitnotering: 15-12-1973 t/m 22-12-1973 | Hitnotering: 15-12-1973 t/m 22-12-1973 | Hitnotering: 15-12-1973 t/m 22-12-1973 | Hitnotering: 15-12-1973 t/m 22-12-1973 |
| Week                                   | 1                                      | 2                                      |                                        |
| -------------------------------------- | -------------------------------------- | -------------------------------------- | -------------------------------------- |
| Positie                                | 27                                     | 27                                     | uit                                    |

### NPO Radio 2 Top 2000
"Midnight Train to Georgia" is een van drie nummers die in alle edities van de Top 2000 heeft gestaan maar nog nooit bij de bovenste 1000 stond genoteerd.

| Nummer met noteringen in de NPO Radio 2 Top 2000 | '99  | '00  | '01  | '02  | '03  | '04  | '05  | '06  | '07  | '08  | '09  | '10  | '11  | '12  | '13  | '14  | '15  | '16  | '17  | '18  | '19  | '20  | '21  | '22  | '23  | '24  |
| ------------------------------------------------ | ---- | ---- | ---- | ---- | ---- | ---- | ---- | ---- | ---- | ---- | ---- | ---- | ---- | ---- | ---- | ---- | ---- | ---- | ---- | ---- | ---- | ---- | ---- | ---- | ---- | ---- |
| Midnight Train to Georgia                        | 1082 | 1724 | 1407 | 1644 | 1635 | 1299 | 1414 | 1374 | 1539 | 1435 | 1509 | 1183 | 1185 | 1516 | 1343 | 1377 | 1340 | 1406 | 1270 | 1055 | 1320 | 1030 | 1035 | 1158 | 1133 | 1268 |

1. ↑  Een vetgedrukt getal geeft de hoogste notering aan.